# 175365 Carsac
175365 Carsac este un asteroid din centura principală de asteroizi.

## Descriere
175365 Carsac este un asteroid din centura principală de asteroizi. A fost descoperit pe 31 august 2005 la Saint-Sulpice de Bernard Christophe. Asteroidul prezintă o orbită caracterizată de o semiaxă mare de 3,48 ua, o excentricitate de 0,02 și o înclinație de 9,4° în raport cu ecliptica.